# Vieux-Ferrette
Vieux-Ferrette – miejscowość i gmina we Francji, w regionie Grand Est, w departamencie Górny Ren.
Według danych na rok 1990 gminę zamieszkiwało 525 osób, a gęstość zaludnienia wynosiła 79 osób/km² (wśród 903 gmin Alzacji Vieux-Ferrette plasuje się na 451. miejscu pod względem liczby ludności, natomiast pod względem powierzchni na miejscu 395.).